# Paris Girls
Série
Violettes impériales
(1924)
Pour plus de détails, voir Fiche technique et Distribution.
Paris Girls est un film français réalisé par Henry Roussell et sorti en 1929.
C'est une suite du film de 1924 Violettes impériales du même réalisateur.

## Synopsis
Dans son hôtel du faubourg Saint-Germain, Violetta, une ancienne cantatrice, fête son soixante-dixième anniversaire. Pendant la réception, sa nièce Marguerite emmène ses amis dans une salle de billard et danse pour eux, ce qui provoque un scandale.

## Fiche technique
- Réalisation : Henry Roussell
- Scénario : Henry Roussell
- Production : Société des Cinéromans - Films de France
- Musique : Philippe Parès, Georges Van Parys
- Photographie : Raoul Aubourdier, Fédote Bourgasoff
- Durée : 140 minutes
- Date de sortie : 1929

## Distribution
- Suzy Vernon : Marguerite Rodriguez / Peggy / Appoline Paris
- Danièle Parola : Gisèle de Montclard
- Fernand Fabre : Jacques de Montclard
- Cyril De Ramsay : Robert de Ryons
- Jeanne Marie-Laurent : Violetta / Madame de Saint Affremont
- Sylviane de Castillo  : La Baronne de Ryons
- Raymond Narlay : Baron Le de Ryons
- Norman Selby : Billy Wood
- Paul Valbret : Samuel Wood
- Esther Kiss : Edith
- Jeanne Brindeau : L'impératrice Eugénie
- The Max Rivers Girls
- Viviane Romance (non créditée)